# 2026.
◄ | 20. stoljeće | 21. stoljeće | 22. stoljeće | ►
◄ | 1990-ih | 2000-ih | 2010-ih | 2020-ih | 2030-ih | 2040-ih | 2050-ih | ►
◄◄ | ◄ | 2023. | 2024. | 2025. | 2026. | 2027. | 2028. | 2029. | ► | ►►
Arhitektura • Astronautika • Astronomija • Film • Politika • Promet • Šport • Zrakoplovstvo • Željeznički promet
2026. (rim. MMXXVI) bit će 25. godina 21. stoljeća.

## Događaji
- 6. - 22. veljače - XXV. Zimske olimpijske igre – Milano Cortina 2026.
- Predviđen završetak gradnje crkve bazilike i ekspijatorija sv. Obitelji u Barceloni, čija je gradnja počela 1882. godine.[1]
- 11. lipnja - 19. srpnja Svjetsko prvenstvo u nogometu u Sjevernoj Americi.
- XIII. Susret hrvatske katoličke mladeži u Požegi.[2]

## Obljetnice i godišnjice
- Petstogodišnjica Mohačke bitke i Cetinskog sabora